# Dactylia varia
Dactylia varia är en svampdjursart som först beskrevs av Gray 1843.  Dactylia varia ingår i släktet Dactylia och familjen Callyspongiidae. Inga underarter finns listade i Catalogue of Life.